# Wanda De Jesús
Wanda De Jesús (Manhattan, 26 augustus 1958) is een Amerikaanse televisie- en filmactrice van Puerto Ricaanse afkomst.
De Jesús doorliep de High School of Performing Arts en behaalde haar Bachelor of Fine Arts-diploma aan het Leonard Davis Center for the Arts van het City College in New York. Ze vervolgde haar studie bij het Circle Repertory Theatre en het New York Shakespeare Festival en stond vervolgens in diverse regionale en Broadway-theaterproducties.
Halverwege de jaren 80 speelde De Jesús rollen in onder meer de televisieseries Another World, Mariah en Pursuit of Happiness. Van 1991 tot 1992 vertolkte zij de rol van Santana Andrade in Santa Barbara.
Daarnaast speelde ze in verschillende actiefilms, zoals RoboCop 2 en The Glass Shield. Voor haar rol in de televisiefilm Almost a Woman won zij in 2003 een Imagen Award. Van 2002 tot 2003 was ze te zien in CSI Miami als Adell Sevilla.
De Jesús leeft sinds het einde van de jaren 80 samen met acteur Jimmy Smits in Los Angeles.

## Filmografie
- The Ministers (2009)
- Illegal Tender (2007)
- Blood Work (2002)
- Ghosts of Mars (2001)
- Almost a Woman (2001)
- Once in the Life (2000)
- Flawless (1999)
- The Insider (1999)
- Gold Coast (1997)
- Executive Power (1997)
- Spider-Man: Sins of the Fathers (1996)
- Captain Nuke and the Bomber Boys (1995)
- The Glass Shield (1994)
- RoboCop 2 (1990)
- Downtown (1990)

- Biblioteca Nacional de España: XX5278437
- Bibliothèque nationale de France: cb145447814 (data)
- International Standard Name Identifier: 0000 0000 0134 9141
- Library of Congress Control Number: nr2003019470
- Nationale Bibliotheek van Israël: 987007384678105171
- Virtual International Authority File: 69168770